# 科爾滕嶺

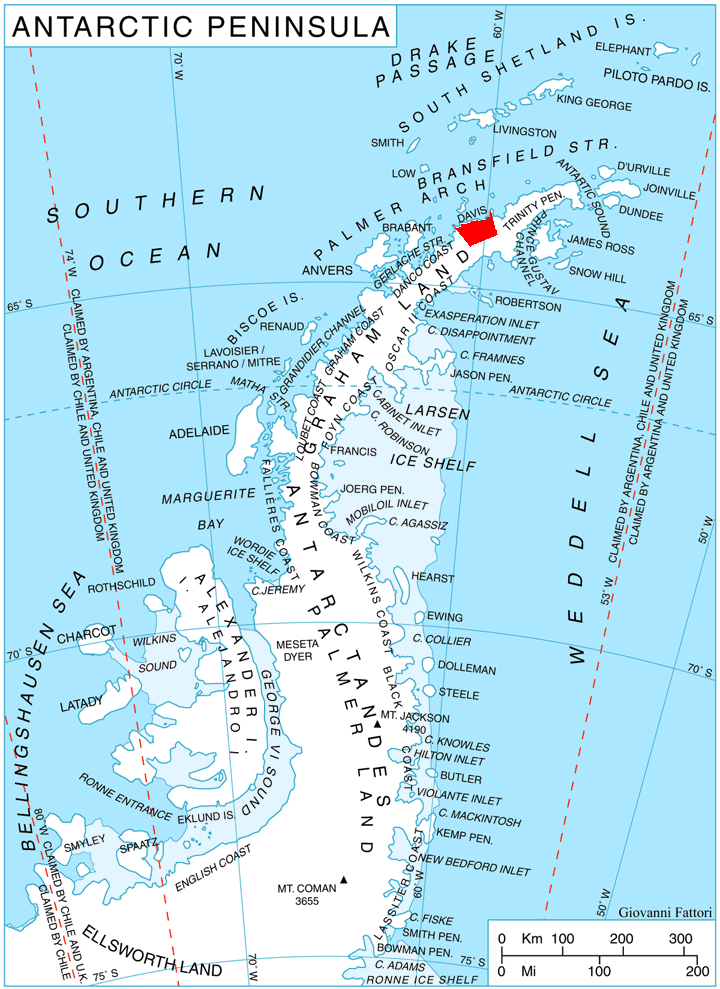

科爾滕嶺是南極洲的山嶺，長18公里、寬9公里，東面是薩賓冰川，最高點是海拔高度1,673米的布里斯山，以保加利亞東南部的鄉鎮命名。
63°55′40″S 59°52′50″W / 63.92778°S 59.88056°W

## 外部連結
- SCAR Composite Antarctic Gazetteer（页面存档备份，存于）.